# Сноу, Дэш
Дэш Сноу (англ. Dash Snow; 1981 — 13 июля 2009) — американский художник.

## Творчество
- Культ Дэша Сноу быстро возник в Нью-Йорке. Его искусство было молодым, мятежным, стремительным. Сбежавший в юном возрасте из дома, употреблявший наркотики, примкнувший к команде граффитчиков, Дэш Сноу начал документировать свою жизнь в возрасте шестнадцати лет при помощи полароида. Со временем художник стал своеобразным летописцем культурного слоя, документируя пороки, грехи и парадоксы повседневности.
- Полароидные снимки Дэша Сноу отображают его собственную богемную жизнь в Нью-Йорке — избыточную, на грани реальности. Ryan McGinley или Nan Goldin, например, также документировали свою жизнь на Манхэттене, но Сноу сам участвовал в тех вещах, которые снимал, не впадая в вуайеризм. Кроме того, Сноу часто добавлял контекст, показывая фотографии вместе с большими инсталляциями, включающими найденные объекты, вырезки из газет и видео.
- Более поздние работы, коллажи и ассамбляжи, сосредоточены на американской политике и проникнуты насмешкой, напоминая творчество дадаистов начала XX века.
- Летом 2007 тридцать волонтёров потратили три дня, разрывая две тысячи телефонных справочников, для подготовки к инсталляции «Гнездо» Дэша Сноу и Дэна Колена. Адаптировав их печально известное «гнездо хомячка» к галерейному пространству, они продемонстрировали публике перформанс, который раньше создавали при закрытых дверях. «Гнездо хомячка» обычно включает разрывание большого количества бумаги (все, что подвергется под руку) и разгрома интерьера выбранного пространства во время буйной ночи. За прошедшие годы это действие происходило в гостиничных номерах по всему миру, оставшись в полароидных снимках, видео и воспоминаниях разгневанного персонала отелей.

## Персональные выставки
- 2007 God Spoiled A Perfect Asshole When He Put Teeth In Yer Mouth, Peres Projects, Лос-Анджелес
- 2007 The End of Living… The Beginning of Survival, Contemporary Fine Arts, Берлин
- 2006 Sutton Lane, Лондон
- 2006 «Silence Is The Only True Friend That Shall Never Betray You» Rivington Arms, Нью-Йорк
- 2005 Moments Like This Never Last, Rivington Arms, Нью-Йорк